# 東武観光
東武観光株式会社（とうぶかんこう）は茨城県に本社を、埼玉県に本部を置く第一種登録の旅行会社。
観光庁長官登録旅行業849号。資本金は3000万円。日本旅行業協会(JATA)正会員。社名に「東武」とあるが、東武トップツアーズとの関連性はない。

## 沿革
- 1952年 - 東武鉄道の専属旅行業者として設立。

## 営業所
茨城県
- 本社営業所
- 茨城営業所

埼玉県
- さいたま営業所

群馬県
- 北関東営業所